# Concerto for Myself
Concerto for Myself (sous-titré Sonata concertante for Piano and Orchestra, en français Concerto pour moi-même, Sonate concertante pour piano et orchestre) est une œuvre pour piano et orchestre de Friedrich Gulda. L'exécution de ses 3 mouvements dure environ 40 minutes. L'œuvre est jouée en public pour la première fois par Friedrich Gulda au piano et en chef d'orchestre, le 9 mars 1988.